# Julio Antonio
Julio Antonio, nombre artístico de Antonio Rodríguez Hernández (Mora de Ebro, 6 de febrero de 1889-Madrid, 15 de febrero de 1919), fue un escultor español.

## Biografía

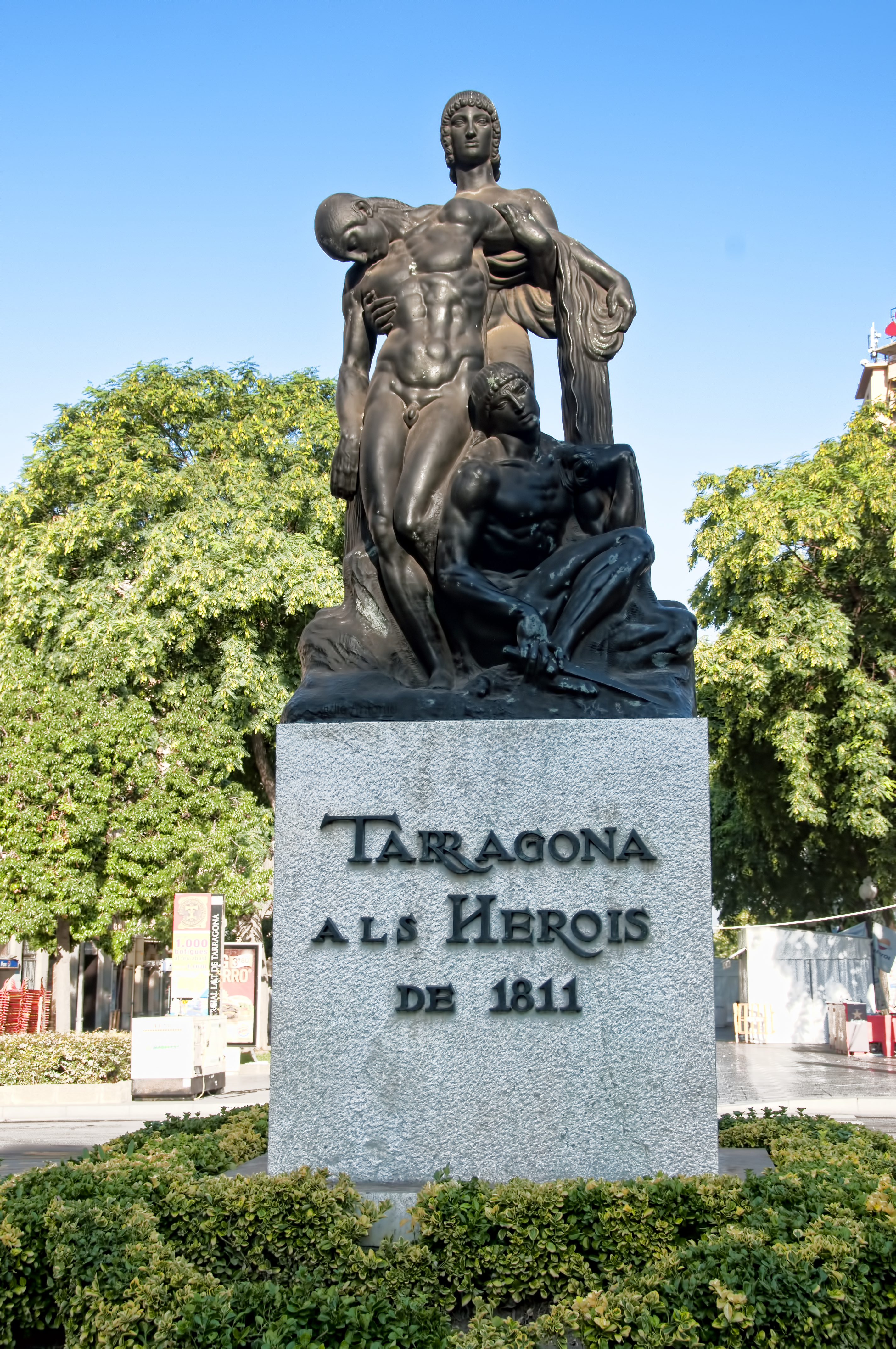
Monumento a los héroes de Tarragona (1910-1919)

Nacido en la localidad tarraconense de Mora de Ebro el 6 de febrero de 1889, sus primeras clases de escultura las recibió en el Ateneo de Tarragona, pasando enseguida al taller, en Barcelona, del escultor Feliu Ferrer Galzeran. Pero fue cuando se trasladó a Murcia, donde hizo su primer grupo escultórico Flores malsanas, destruido más tarde por él mismo.
Al cumplir los dieciocho años se marcha a Madrid, pensionado por la Diputación de Tarragona. Allí Julio Antonio trabajó en el taller de Miguel Blay, uno de los escultores más importantes en esa fecha en Madrid. A pesar de reconocer el gran maestro que era Blay, decide dejarlo y emprende unos viajes por España acompañado de su amigo el pintor Miquel Viladrich Vila, con quien montó su primer taller. En 1908 modela su primera obra importante María, la gitana, donde ya demuestra su gran personalidad y rompe con la escultura propia de la época.
También cultivó la ilustración, realizando dibujos para obras de Antonio de Hoyos y Vinent, Eugenio Noel y Ramón Gómez de la Serna.
Julio Antonio, que gozó del aprecio generalizado de la crítica, falleció en Madrid el 15 de febrero de 1919 a los treinta años de edad, a causa de la tuberculosis. En noviembre de 2018, próximo el centenario de su muerte, sus restos mortales y los de su madre fueron exhumados del cementerio de la Almudena y trasladados al cementerio de Mora de Ebro, su localidad natal.

## Obras

### Monumentos
- Ruperto Chapí. Madrid.
- Francisco de Goya. Fuendetodos.
- Eduardo Saavedra. Tarragona.

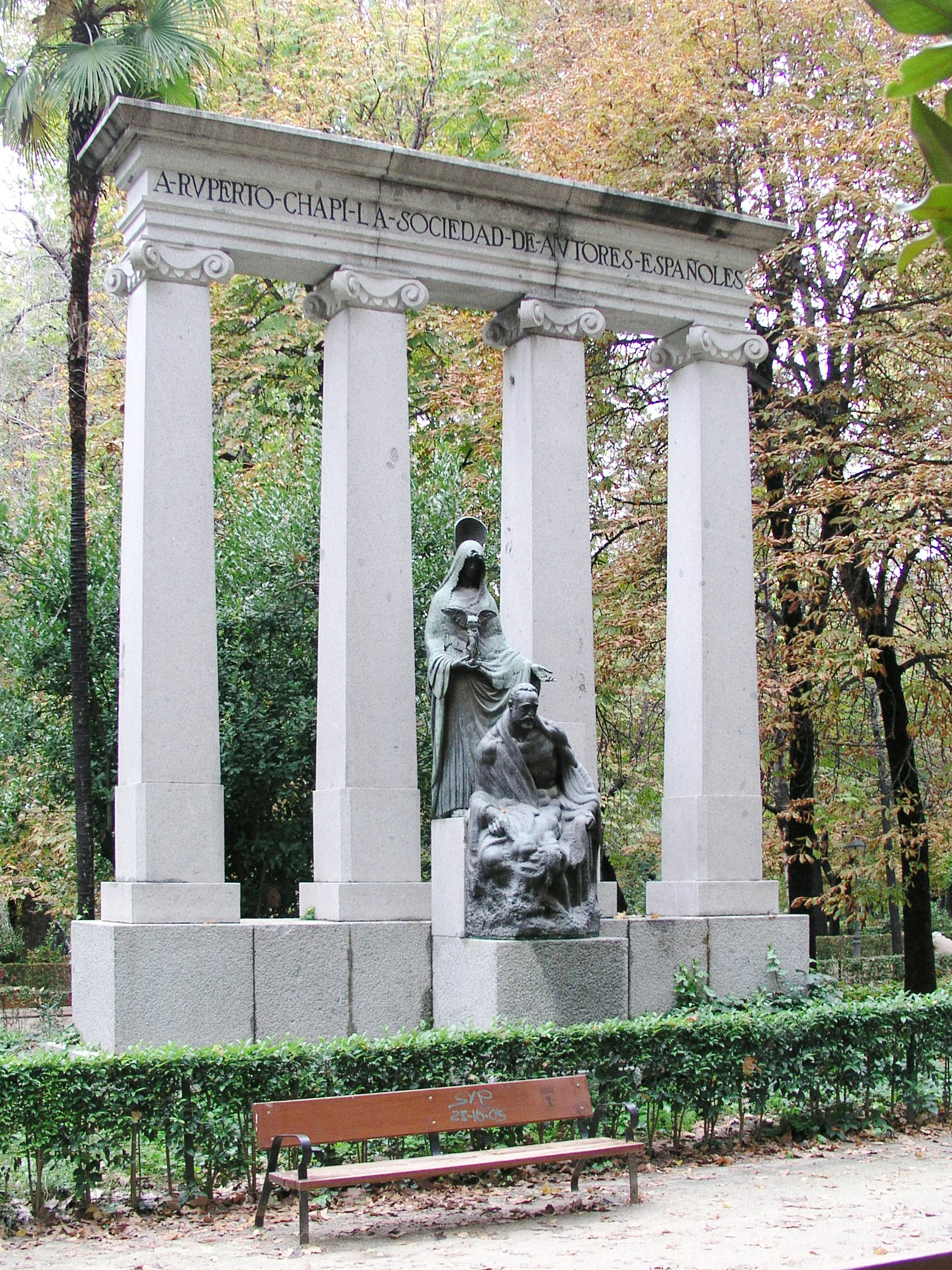
Monumento a Chapí (Madrid)

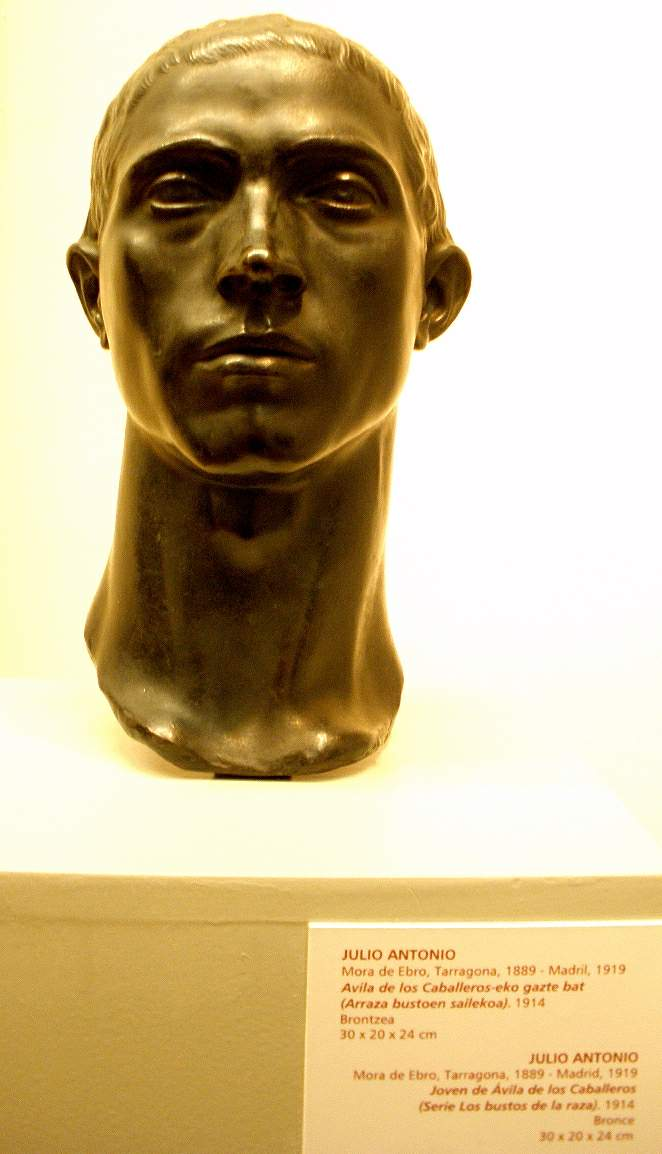
Ávila de los Caballeros (1914)

Entre los monumentos que realizó destaca el realizado para la ciudad de Tarragona (Monumento a los Héroes de Tarragona), obra con cierto aire modernista. Fue un trabajo que le duró años desde 1910 hasta su muerte en 1919, por problemas sobre todo monetarios y de ubicación del monumento, por fin la inauguración tuvo lugar el 14 de septiembre de 1931.
Su última obra de encargo fue El Mausoleo Lemonier (1916/1919), un monumento funerario para uno de los hijos de dicha familia Lemonier, que había muerto a la edad de once años. La figura de la madre es de bronce y la del hijo de mármol blanco. Obra dramática en la que se ve la influencia del que fue su maestro Miguel Blay. Esta obra fue expuesta en el Palacio de Bibliotecas y Museos del parque de Recoletos, sede de la Sociedad Española de los Amigos del Arte, en Madrid, despertó una gran expectación y hubo grandes colas para visitarla. Ramón Pérez de Ayala lo narró así:

El día antes de abrirse al público la exposición de la estatua yacente, Julio Antonio , su creador, era conocido, amado y reverenciado sólo de un escaso grupo de amigos. Al día siguiente Julio Antonio descollaba como figura popular y objeto de adoración colectiva. Desde el soberano hasta el menestral, todo el vecindario madrileño acudió a ver la estatua de Julio Antonio...

La obra hecha para la tumba del joven, nunca fue instalada allí, en 1940 la familia Lemonier la depositó en el Museo de Arte Moderno y Contemporáneo de Madrid, de ahí pasó al Museo San Telmo de San Sebastián, donde la adquirió la Diputación de Tarragona, encontrándose en el Museo de Arte Moderno de Tarragona.

### Bustos de la raza
Después de un viaje por Italia, vuelve a España y es en Almadén (Ciudad Real), donde hace una serie de retratos llamados Bustos de la raza, representa en ellos a gente llana del pueblo:
- Minera de Puertollano.
- Mujer de Castilla.
- Rosa María.
- El hombre de la Mancha.
- El minero de Almadén.
- El ventero de Peñalsordo.

## Referencias

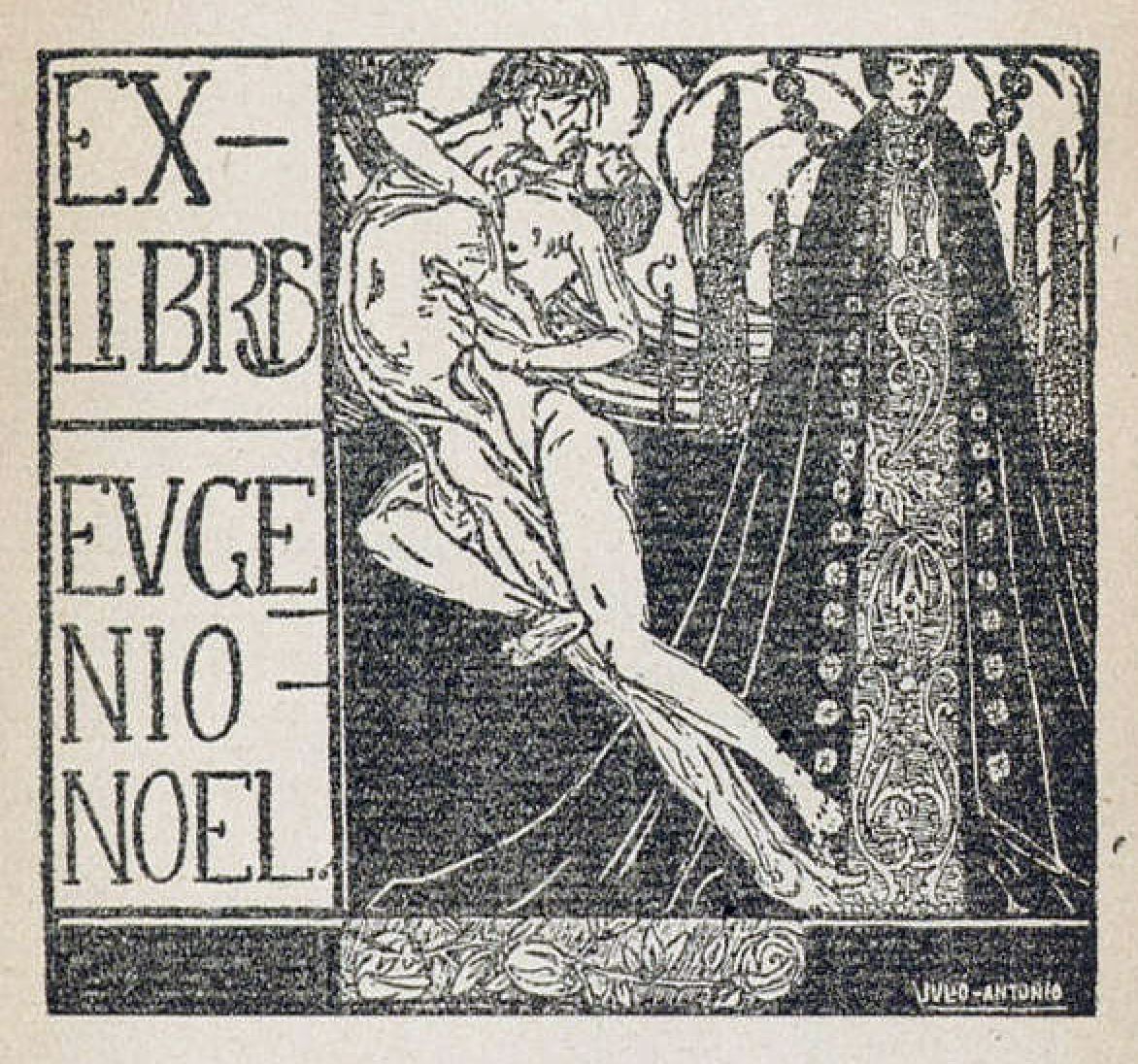
Exlibris de Julio Antonio para un libro de Eugenio Noel

### Otras obras

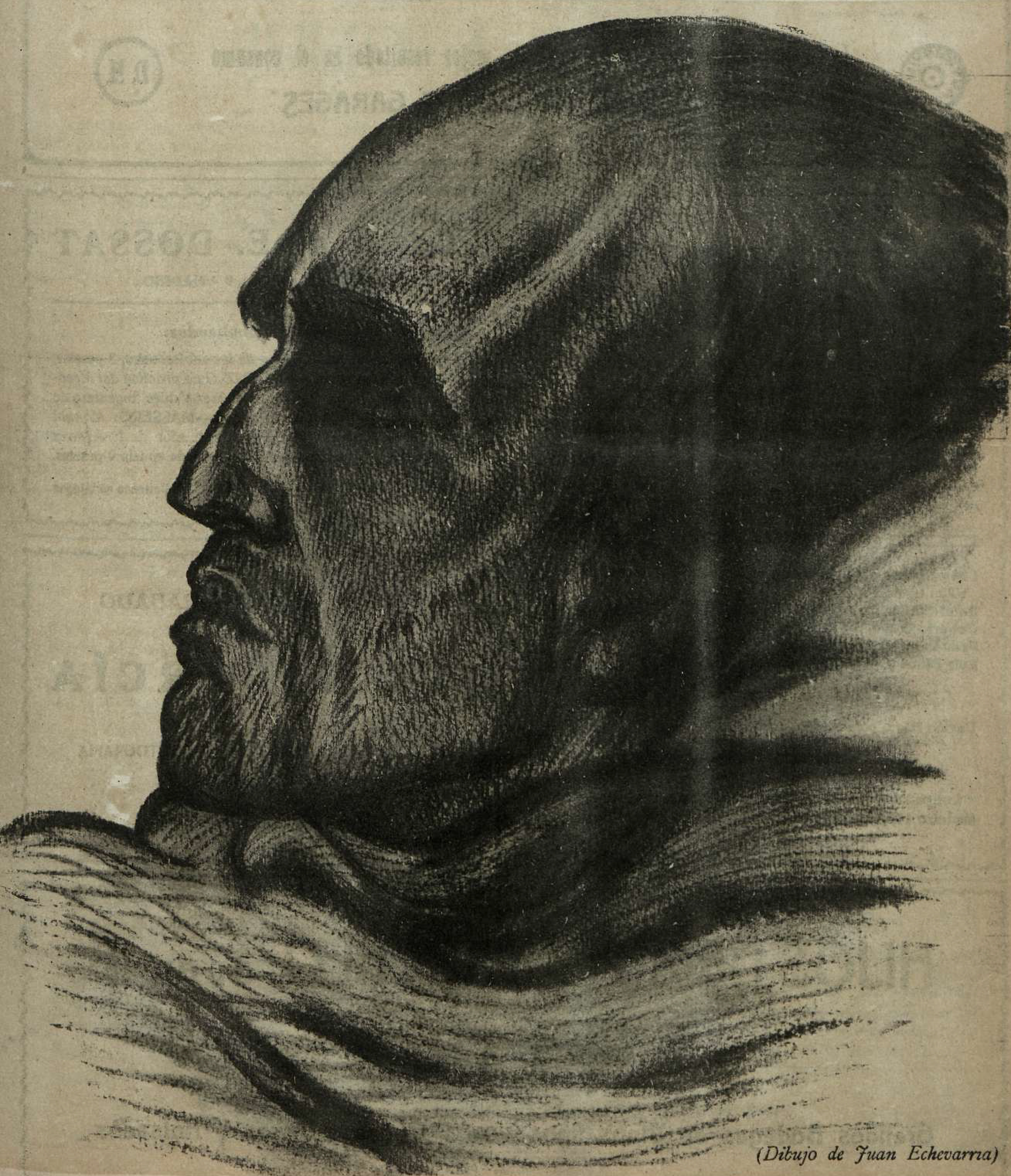
Retratado por Juan de Echevarría

- Piedad.
- Darío.
- Autorretrato.
- El poeta Lasso de la Vega.
- Andrógino.
- Venus mediterránea.
- Tarraco.
- La Poesía.
- Chica con flores.
- Rafael Molina, Lagartijo.
- La mujer de la mantilla.